# Leonardo Marino
Leonardo Marino (Pastorano, 27 marzo 1946) è un attivista italiano, appartenente a Lotta Continua, movimento della sinistra extraparlamentare nei primi anni settanta.
Fu condannato a 11 anni di reclusione (pena prescritta) per aver partecipato, reo confesso, nel 1972 su mandato dei capi dell'organizzazione, come autista, al commando responsabile dell'omicidio del commissario Luigi Calabresi.

## Biografia
Figlio di un casellante di Settimo Torinese, immigrato da Caserta con la moglie Filomena. Ha tre sorelle. Marino studiò a Torino dai salesiani, ma nel 1959, quando morì il padre, dovette tornare a casa e fare il capofamiglia.
Nel 1966 entra alla Fiat Mirafiori, reparto verniciatura.
Nel 1968 si iscrisse a Lotta Continua. Conquistato dalla figura carismatica di Adriano Sofri, Marino lo elesse come suo punto di riferimento umano e politico. Nell'autunno caldo, quello del 1969, ha un momento di relativa popolarità. Al Palazzetto dello Sport di Torino c'è un'assemblea organizzata dai sindacati dei metalmeccanici per protestare contro la FIAT che voleva licenziare 120 operai. Marino, sul palco con un discorso che infiamma l'assemblea, incitò allo sciopero. Pochi mesi dopo fu denunciato dall'azienda e un anno più tardi venne licenziato.
Iniziò a distribuire a Milano e Torino il giornale del movimento. In quel periodo conosce la moglie. Nel 1976 Lotta Continua si sciolse e Marino si trasferì a Morgex, a dieci chilometri da Courmayeur. Intanto la compagna lasciò il posto alla SIP. Marino, solo a mantenere la famiglia, svolse diversi lavori: guidava le ambulanze, fece la guardia agli ski-lift, cucinava crêpes. Antonia chiese aiuto ad una coppia di amici di Milano, Luisa Castiglioni e l'imprenditore Hans Deichman. Tra il 1982 e il 1984 i Marino ricevettero aiuto economico dalla coppia, un salario fisso e un appartamento gratis per fare da custodi alla loro villa di Bocca di Magra. L'impiego a villa Deichman durò meno di un anno a causa dei continui litigi. Nel 1986 Marino cambiò lavoro diventando venditore ambulante di bibite e panini.
Ha due figli: Adriano, in onore di Sofri, magistrato, e Giorgio, in onore di Pietrostefani e di un altro attivista di Lotta Continua, che lavora con il padre.

## L'omicidio del commissario Luigi Calabresi

### Il contesto
Il clima politico a Milano, tra la fine anni sessanta e primi anni settanta, fu assai violento.
Il 12 dicembre 1969 esplose una bomba in piazza Fontana a Milano: l'attentato provocò 17 morti, una strage che colpì drammaticamente l'Italia intera. Inizialmente i sospetti caddero sugli ambienti anarchici, e successivamente si spostarono sugli ambienti neofascisti. Tra gli anarchici fermati subito dopo la strage, vi fu il ferroviere Giuseppe Pinelli, che morì tre giorni dopo il suo fermo, durante un interrogatorio, cadendo da una finestra della Questura.
La finestra apparteneva all'ufficio del commissario Luigi Calabresi e nell'interrogarorio di Pinelli erano presenti cinque uomini appartenenti alle forze dell'ordine.
Vi furono due inchieste, che scagionarono entrambe sia Calabresi, di cui fu accertato che non era presente al momento della caduta, sia i cinque presenti. L'inchiesta concluse che Pinelli era caduto accidentalmente, a causa di un malore.

La prima istruttoria si concluse, nel 1970, con l'archiviazione: i magistrati stabilirono che il ferroviere si era suicidato. Larga parte dell'opinione pubblica, e soprattutto i militanti della sinistra, non accettarono questa versione sulla morte dell'anarchico. La campagna per avere un'altra verità toccò punte di polemica particolarmente aspra, e venne ripetuta insistentemente, su più organi di stampa, un'accusa personale diretta sia contro i cinque presenti alla caduta, sia contro Calabresi: quest'ultimo era una persona nota al mondo dell'estremismo perché aveva dovuto, per incarico d'ufficio, seguire i cortei delle organizzazioni extraparlamentari. Nella violenza della campagna di stampa si distinse il giornale dell'organizzazione Lotta Continua, della quale era leader Adriano Sofri. Contro il commissario furono lanciate anche esplicite minacce. Il giornale, alcuni anni dopo, fu condannato per tali accuse.

Nel 1972 un commando omicida, formato da due persone, tese un agguato al commissario Luigi Calabresi, uccidendolo mentre usciva di casa per andare al lavoro. I due uomini del commando riuscirono a fuggire, eclissandosi. Le indagini, all'epoca, non poterono accertare l'identità dei colpevoli.

### La confessione
Nel 1988 Leonardo Marino ebbe una crisi di coscienza, e confessò alle autorità la sua partecipazione attiva all'omicidio Calabresi insieme ad un altro militante, Ovidio Bompressi, su incarico dei capi di Lotta Continua Adriano Sofri e Giorgio Pietrostefani.
 Marino specificò anche il luogo in cui i due si erano riforniti di armi e quello in cui si erano procurati l'auto. Il militante confessò di essere stato al volante dell'auto usata per la fuga, dopo che nell'agguato Bompressi aveva sparato al commissario.
La sua confessione, prodottasi all'interno di un accordo con i carabinieri, fu duramente attaccata dalle persone chiamate in causa come complici e mandanti, suscitando molta ostilità negli ambienti che erano stati vicini a Lotta Continua. In particolare le critiche si concentrarono sulle contraddizioni presenti nelle testimonianze di Marino, che durante il processo corresse diverse volte parti delle sue deposizioni e rese alcune affermazioni poi rivelatesi inesatte. In merito a questi dubbi il magistrato Ferdinando Pomarici (pubblico ministero in Corte d'assise) replicò che le tesi innocentiste derivavano dal fatto che si erano voluti leggere gli atti processuali in un certo modo, per difendere a tutti i costi un gruppo di persone, mentre Ugo Dello Russo e Laura Bertolè Viale (rispettivamente sostituto procuratore generale e giudice a latere del primo processo d'appello) replicarono definendo gli intellettuali schierati a difesa degli imputati «utili idioti» e «buoi che tirano il carro del vittimismo», e affermando che non avevano letto gli atti processuali e le sentenze, preferendo «una sorta di giurisprudenza alternativa fatta sui giornali».

### I processi
Negli anni successivi vi fu una lunga serie di processi, con esiti alterni, che si concluse con una condanna definitiva per Bompressi, Sofri e Pietrostefani, i colpevoli indicati da Marino.
In quanto reo confesso, lo stesso Marino poté godere di una riduzione della pena ad 11 anni di carcere, mentre Sofri, Pietrostefani e Bompressi furono condannati a 22 anni di reclusione, i primi due come mandanti e il terzo come esecutore. Nel 1995 la Corte d'assise d'appello dichiarò prescritto il reato per Marino, perché le more dei ricorsi del processo fecero scattare la prescrizione. Marino scontò complessivamente alcuni mesi di carcere preventivo e alcuni anni di arresti domiciliari.
Nonostante avesse scelto di collaborare con la magistratura, Leonardo Marino non è stato considerato un collaboratore di giustizia e, di conseguenza, non ha ricevuto benefici economici per confessare il ruolo svolto nell'omicidio Calabresi.

## Elementi attuali
Molti protagonisti della lotta armata degli anni di piombo scrissero dei libri autobiografici sulla loro esperienza di combattenti.
Marino diede alle stampe un libro autobiografico intitolato La verità di piombo (Ares, 1992), ripubblicato poi nel 1999 con il titolo Così uccidemmo il commissario Calabresi, nel quale descrisse l'agguato e le motivazioni del suo pentimento.